# Julio León Heredia
Julio César León Heredia (Maracay, estado Aragua, Venezuela; 23 de octubre de 1966) es un político y militar venezolano, actual ministro de Agricultura y Tierras desde febrero de 2025.
Ejerció desde diciembre de 2008 el cargo de Gobernador del estado Yaracuy, hasta el 6 de febrero de 2025.

## Biografía
León Heredia nació en Maracay, Estado Aragua, el 23 de octubre de 1966, en el seno de una familia católica. Es el menor de ocho hermanos, de padre trujillano y de madre barinesa. Es egresado de la Academia Militar de la Aviación Bolivariana, donde se graduó y recibió el título de licenciado en Ciencias y Artes Militares, opción Aeronáutica.

## Carrera política

### Gobernador del Estado Yaracuy (desde 2008)
El 1 de junio de 2008, en las elecciones internas del PSUV de ese año, fue elegido candidato del PSUV por el estado Yaracuy para elecciones regionales de Venezuela de 2008.
|  | 26,18 % |

|  | 13,83 % |

|  | 59,84 % |

Posteriormente, en dichas elecciones regionales, gana la gobernación de Yaracuy con el 57,83 % de los votos, asumiendo el cargo en diciembre de 2008.
|  | 57,83 % |

|  | 28,91 % |

|  | 13.22 % |

En las elecciones regionales de Venezuela de 2012, es reelecto con el 61,48% de los votos. Luego, en las elecciones regionales de 2017, es nuevamente reelecto para el período 2017-2021. En las elecciones de 2021, es reelecto por una tercera ocasión como gobernador de Yaracuy para el período 2021-2025.
|  | 61,48 % |

|  | 37,76 % |

|  | 0.74% |

|  | 62,13 % |

|  | 35,56 % |

|  | 2,09 % |

|  | 46,65 % |

|  | 31,10 % |

|  | 22,25 % |